# Confederatie van de III kantons
De Confederatie van de III kantons was de eerste fase in het ontstaan van Zwitserland, waarbij tussen 1291 en 1332 de drie kantons Uri, Schwyz en Unterwalden verenigd waren in het Oude Eedgenootschap. De volgende fase was de Confederatie van de VIII kantons.
In april 1291 hernam de Heilig Roomse keizer Rudolf I van Habsburg de rechten van zijn familie op de stad Luzern, gelegen aan het Vierwoudstrekenmeer, om het gebied opnieuw onder de controle van zijn familie te krijgen.
Nadat Rudolf overleed op 15 juli 1291 en er een opvolgingsstrijd in het vooruitzicht leek, verenigden de kantons Uri, Schwyz en Unterwalden zich in het begin van augustus van dat jaar met de Bondsbrief van 1291 in een eeuwigdurende juridische en militaire confederatie. Hiermee werd de Confederatie van de III kantons een feit.
Als gevolg hiervan verhoogden de Habsburgers hun druk op de regio om alzo hun rechten af te dwingen. Tijdens de Slag bij Morgarten op 15 november 1315 geraakte de zware cavalerie en het infanteriekorps van Leopold I van Habsburg ingesloten in de bergen rond het Meer van Ägeri, waarbij ze werden aangevallen door troepen uit Uri en Schwyz, die waren bewapend met hellebaarden en stenen. De gevechten mondden uit in een bloedbad en een geconfedereerde overwinning.
De gebeurtenissen lieten een diepe indruk na op de lokale bevolking, die een politieke bewustwording deed ontstaan en leidde drie weken later tot een hernieuwing van de Bondsbrief van 1291 in de Bondsbrief van 1315, ondertekend in Brunnen in het kanton Schwyz.